# Ваді-еш-Шаті (муніципалітет)
Ваді-еш-Шаті — муніципалітет Лівії. Адміністративний центр — місто Адірі з населенням 4 611 (на 2010 рік). Площа — 90 244 км². Населення — 78 532 (2006). На заході Ваді-еш-Шаті межує з Алжиром.
28° пн. ш. 13° сх. д. / 28° пн. ш. 13° сх. д.